# Лостпрофитс
„Лостпрофитс“ (на английски: Lostprophets) е рок група, формирана в град Понтъприд, Уелс през 1997 г. Основана е от вокалиста Иън Уоткинс, басиста Майк Люис, китариста Лий Гейз и барабаниста Майк Чиплин.
Групата е издала 5 студио албума и десет сингъла. Нейният първи албум, The Fake Sound of Progress, първоначално е записан в рамките на седмица за £5000 и е замислен само като запис за прославяне, но групата презаписва и преиздава албума в много по-голям мащаб чрез „Кълъбмия Рекърдс“ в Съединените щати, въпреки че остават с Visible Noise във Великобритания. За съществуването си има продадени 3,5 милиона копия на албумите си по света.
През 2002 г. издават Start Something, а след това и Liberation Transmission през 2006 г. За тези 2 албума има много оспорващи критики, но те се радват на успешни продажби.
През декември 2012 г. фронтменът Иън Уоткинс е обвинен в множество сексуални посегателства срещу деца. Групата отменя турнето си и обявява, че се разпуска през октомври 2013 г., преди съдебното дело на Уоткинс да е завършило. Той се признава за виновен по няколко обвинения и е осъден на 29 години затвор.

## Музикален стил
Групата най-често е определяна като свиреща алтернативен рок и алтърнатив метъл. Нейната музика е повлияна и от множество други жанрове, включително поп пънк, ню метъл, пост хардкор и пост-гръндж. За нея е характерно агресивно рок звучене, комбинирано с поп елементи.
Музиката на групата е определяна като завладяваща, комбинираща мелодичност и агресия, крещящи вокали и запомнящи се рифове. Сравнявани е с групи като Simple Plan, Linkin Park, Limp Bizkit, Hoobastank и Incubus.

## Състав

### Членове
- Иън Уоткинс (Ian Watkins) – вокали (1997 – 2013)
- Лий Гейз (Lee Gaze) – китара (1997 – 2013)
- Майк Люис (Mike Lewis) – китара (1997 – 2013)
- Стюарт Ричардсън (Stuart Richardson) – бас (1999 – 2013)
- Джейми Оливър (Jamie Oliver) – Кийборд, Беквокали (2000 – 2013)
- Илан Рубин (Ilan Rubin) – Ударни (2006 – 2013)

### Предишни членове
- DJ Stepzak
- Mike Chiplin

## Дискография

### Ранни издавания и записи
- 1997 – Here Comes the Party
- 1998 – Para Todas las Putas Celosas
- 1999 – The Fake Sound of Progress (EP)

### Албуми
- 27 ноември, 2000 – thefakesoundofprogress
- 8 октомври 2001 – thefakesoundofprogress (remastered)
- 2 февруари 2004 – Start Something
- 26 юни, 2006 – Liberation Transmission
- 13 януари 2010 – The Betrayed
- 2 април 2012 – Weapons

### Хитове
- 26 ноември, 2001 „Shinobi vs. Dragon Ninja“ thefakesoundofprogress
- 11 март, 2002 „The Fake Sound of Progress“ thefakesoundofprogress
- 3 ноември 2003 „Burn Burn“ Start Something
- 26 януари, 2004 „Last Train Home“ Start Something
- 3 май, 2004 „Wake Up (Make a Move)“ Start Something
- 13 август 2004 „Last Summer“ Start Something
- 22 ноември 2004 „Goodbye Tonight“ Start Something
- 19 юни, 2006 „Rooftops (A Liberation Broadcast)“ Liberation Transmission
- 11 септември, 2006 „A Town Called Hypocrisy“ Liberation Transmission
- 27 ноември, 2006 „Can't Catch Tomorrow (Good Shoes Won't Save You This Time)“ Liberation Transmission
- 23 април 2007 „4:AM Forever“ Liberation Transmission
- 12 октомври 2009 „It's Not The End Of The World But I Can See It From Here“ The Betrayed
- 4 януари 2010 „Where We Belong“ The Betrayed